# Nyck de Vries
Hendrik Johannes Nicasius „Nyck“ de Vries (* 6. února 1995 Uitwellingerga) je bývalý nizozemský pilot Formule 1. V sezóně 2022 zaskočil u týmu Williams F1 za Alexe Albona, který měl zánět slepého střeva, mezi druhým a třetím tréninkem. V roce 2019 se stal mistrem světa v sérii Formule 2 a v sezoně 2020/21 se stal s týmem Mercedes šampionem Formule E. V prvních 10 závodech sezóny 2023 jezdil za tým Scuderia AlphaTauri, jelikož ale nezískal ani bod, nahradil ho v týmu Daniel Ricciardo.

## Výsledky

### Formule Renault 3.5 Series
| Rok  | Tým  | 1       | 2     | 3        | 4       | 5     | 6        | 7       | 8       | 9       | 10      | 11        | 12      | 13      | 14      | 15       | 16      | 17      | Poz. | Body |
| ---- | ---- | ------- | ----- | -------- | ------- | ----- | -------- | ------- | ------- | ------- | ------- | --------- | ------- | ------- | ------- | -------- | ------- | ------- | ---- | ---- |
| 2015 | DAMS | ALC 1 7 | ALC 2 | MON 1 11 | SPA 1 9 | SPA 2 | HUN 1 11 | HUN 2 9 | RBR 1 3 | RBR 2 5 | SIL 1 4 | SIL 2 Ret | NÜR 1 2 | NÜR 2 3 | BUG 1 7 | BUG 2 10 | JER 1 4 | JER 2 1 | 3.   | 160  |

### GP3 Series
| Rok  | Tým            | 1         | 2         | 3         | 4         | 5         | 6         | 7          | 8          | 9         | 10        | 11        | 12        | 13        | 14        | 15         | 16        | 17        | 18         | Poz. | Body |
| ---- | -------------- | --------- | --------- | --------- | --------- | --------- | --------- | ---------- | ---------- | --------- | --------- | --------- | --------- | --------- | --------- | ---------- | --------- | --------- | ---------- | ---- | ---- |
| 2016 | ART Grand Prix | CAT FEA 9 | CAT SPR 5 | RBR FEA 3 | RBR SPR 4 | SIL FEA 5 | SIL SPR 8 | HUN FEA 20 | HUN SPR 13 | HOC FEA 2 | HOC SPR 8 | SPA FEA 3 | SPA SPR 8 | MNZ FEA 7 | MNZ SPR 1 | SEP FEA 13 | SEP SPR 6 | YMC FEA 1 | YMC SPR 11 | 6.   | 133  |

### Formule E
| Rok     | Tým                             | Šasi         | Elektromotor                     | 1     | 2      | 3       | 4       | 5      | 6      | 7       | 8      | 9       | 10     | 11     | 12    | 13    | 14     | 15      | 16      | Poz. | Body |
| ------- | ------------------------------- | ------------ | -------------------------------- | ----- | ------ | ------- | ------- | ------ | ------ | ------- | ------ | ------- | ------ | ------ | ----- | ----- | ------ | ------- | ------- | ---- | ---- |
| 2019–20 | Mercedes-Benz EQ Formula E Team | Spark SRT05e | Mercedes-Benz EQ Silver Arrow 01 | DIR 6 | DIR 16 | SCL 5   | MEX Ret | MRK 11 | BER 4  | BER Ret | BER 18 | BER 4   | BER 14 | BER 2  |       |       |        |         |         | 11.  | 60   |
| 2020–21 | Mercedes-EQ Formula E Team      | Spark SRT05e | Mercedes-EQ Silver Arrow 02      | DIR 1 | DIR 9  | RME Ret | RME Ret | VLC 1  | VLC 16 | MCO Ret | PUE 9  | PUE Ret | NYC 13 | NYC 18 | LDN 2 | LDN 2 | BER 22 | BER 8   |         | 1.   | 99   |
| 2021–22 | Mercedes-EQ Formula E Team      | Spark SRT05e | Mercedes-EQ Silver Arrow 02      | DRH 1 | DRH 10 | MEX 6   | RME Ret | RME 14 | MCO 10 | BER 10  | BER 1  | JAK Ret | MRK 6  | NYC 8  | NYC 7 | LDN 6 | LDN 3  | SEO Ret | SEO Ret | 9.   | 106  |

### Formule 1
| Rok  | Tým                                   | Šasi                              | Motor                                      | 1      | 2      | 3       | 4       | 5      | 6      | 7      | 8      | 9      | 10     | 11  | 12     | 13  | 14  | 15  | 16     | 17  | 18  | 19  | 20  | 21  | 22  | Body | Umístění  |
| ---- | ------------------------------------- | --------------------------------- | ------------------------------------------ | ------ | ------ | ------- | ------- | ------ | ------ | ------ | ------ | ------ | ------ | --- | ------ | --- | --- | --- | ------ | --- | --- | --- | --- | --- | --- | ---- | --------- |
| 2022 | Williams Racing                       | FW44                              | Mercedes-AMG F1 M13 E Performance 1,6 V6 t | BHR    | SAU    | AUS     | EMI     | MIA    | ESP TD | MON    | AZE    | CAN    | GBR    | AUT |        |     |     |     | ITA 9  | SIN | JPN | USA | MXC | SAP | ABU | 2    | 21. místo |
| 2022 | Mercedes-AMG Petronas F1 Team         | Mercedes-AMG F1 W13 E Performance | Mercedes-AMG F1 M13 E Performance 1,6 V6 t |        |        |         |         |        |        |        |        |        |        |     | FRA TD | HUN | BEL | NED |        |     |     |     |     |     |     | 2    | 21. místo |
| 2022 | Aston Martin Aramco Cognizant F1 Team | Aston Martin AMR22                | Mercedes-AMG F1 M13 E Performance 1,6 V6 t |        |        |         |         |        |        |        |        |        |        |     |        |     |     |     | ITA TD |     |     |     |     |     |     | 2    | 21. místo |
| 2023 | Scuderia AlphaTauri                   | AlphaTauri AT04                   | Honda RBPTH001 1,6 V6 t                    | BHR 14 | SAU 14 | AUS 15† | AZE Ret | MIA 18 | MON 12 | ESP 14 | CAN 18 | AUT 17 | GBR 17 | HUN | BEL    | NED | ITA | SIN | JPN    | QAT | USA | MXC | SAP | LVG | ABU | 0    | 22. místo |